# パナソニック LUMIX DMC-GH1

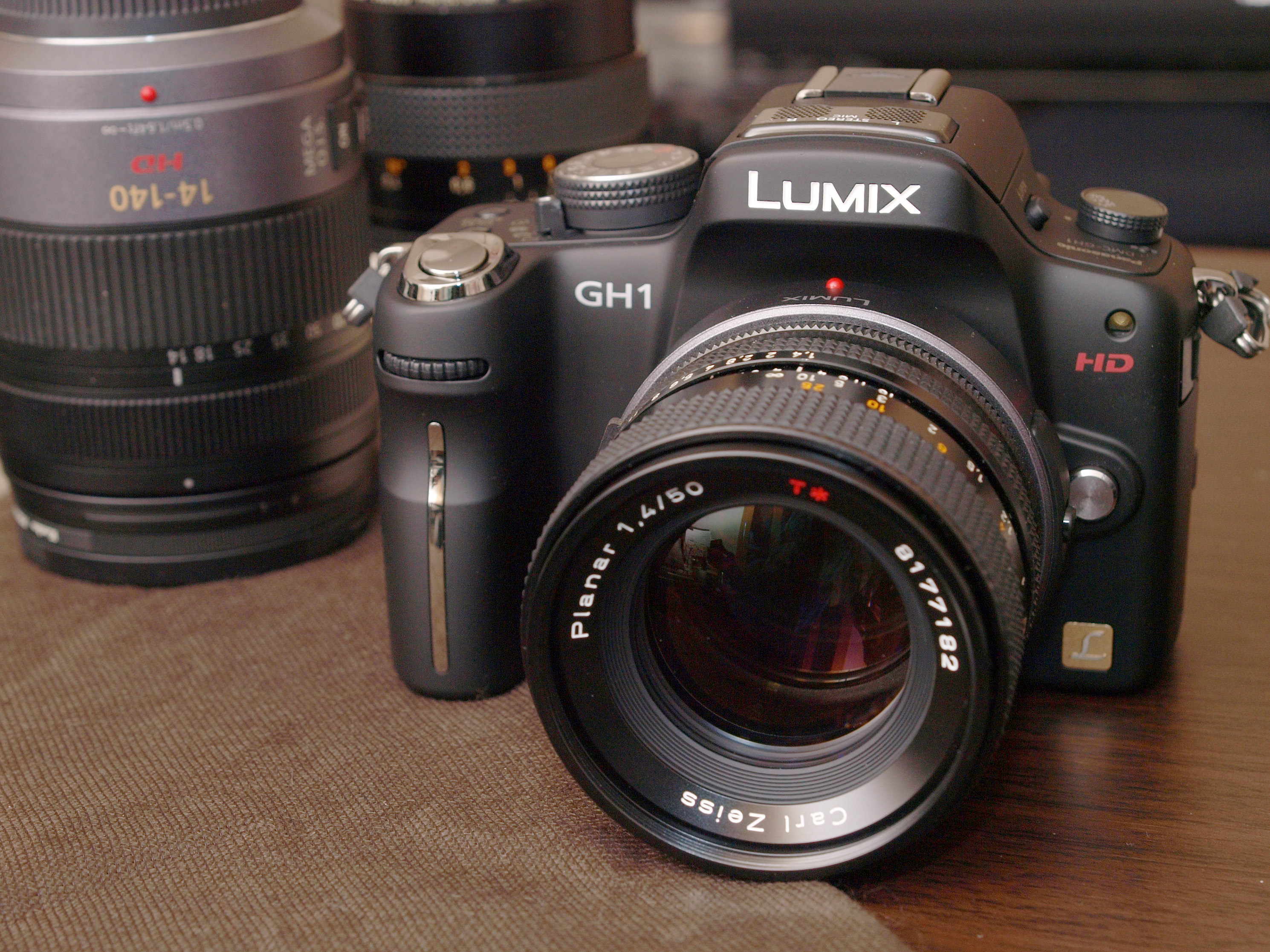
パナソニック・ルミックス DMC-GH1

LUMIX DMC-GH1は、2009年4月24日にパナソニックから発売されたマイクロフォーサーズシステムのデジタル一眼カメラである。マイクロフォーサーズシステム第1号機であるDMC-G1をベースに、フルハイビジョン動画撮影を可能としたことを特徴とする。

## 概要
2008年10月30日発売のDMC-G1からわずか約6か月後に発売されたモデルで、基本性能はDMC-G1とほぼ変わらないが、ハイビジョン動画撮影が可能であることを最大の特徴としている。
ハイビジョン動画の記録フォーマットは、AV機器との親和性の高いAVCHDとパソコンとの親和性の高いMotion JPEGとの2方式に対応している。また、レンズ交換式デジタルカメラでは世界で初めて、動画撮影時のフルタイムAFを実現している。
撮像素子は、有効画素数はDMC-G1と同じであるものの、DMC-G1の総画素数1,306万画素に代えて、新開発の総画素数1,398万画素のLiveMOSセンサーを採用している。このセンサーはマルチアスペクトに対応するためにイメージサークルより一回り大きなサイズを使用しているという特徴があり、4:3、3:2、16:9のどのアスペクトでも同じ画角で撮影が可能である。
ハイビジョン動画撮影機能が追加されたにもかかわらず、DMC-G1に比べ、サイズは高さが約6mm大きくなっただけで、重量は約385gと変わっていない。
カラーは、コンフォートレッド、コンフォートゴールド、コンフォートブラックの3色が用意されている。